# ISS-Expedition 45
ISS-Expedition 45 ist die Missionsbezeichnung für die 45. Langzeitbesatzung der Internationalen Raumstation (ISS). Die Mission begann mit dem Abkoppeln des Raumschiffs Sojus TMA-16M von der ISS am 11. September 2015. Das Ende wurde durch das Abkoppeln von Sojus TMA-17M am 11. Dezember 2015 markiert.

## Mannschaft
Übernommen von ISS-Expedition 44:
- Scott Kelly (4. Raumflug), Kommandant, (USA/NASA) (Sojus TMA-16M/Sojus TMA-18M)
- Michail Borissowitsch Kornijenko (2. Raumflug), Bordingenieur, (Russland/Roskosmos) (Sojus TMA-16M/Sojus TMA-18M)
- Oleg Dmitrijewitsch Kononenko (3. Raumflug), Bordingenieur, (Russland/Roskosmos) (Sojus TMA-17M)
- Kimiya Yui (1. Raumflug), Bordingenieur, (Japan/JAXA) (Sojus TMA-17M)
- Kjell Lindgren (1. Raumflug), Bordingenieur, (USA/NASA) (Sojus TMA-17M)

Zusätzlich ab 4. Dezember 2015:
- Sergei Alexandrowitsch Wolkow (3. Raumflug), Bordingenieur, (Russland/Roskosmos) (Sojus TMA-18M)

## Missionsbeschreibung
Erstmals wurde auf der ISS die Einsatzzeit von Besatzungsmitgliedern mit Michail Kornijenko und Scott Kelly auf ein Jahr verlängert, um die Effekte lang andauernder Schwerelosigkeit in Hinblick eines bemannten Marsfluges besser studieren zu können. Sergei Wolkow brachte mit seinem Sojus-Raumschiff auf den zwei freien Plätzen den ESA-Astronauten Andreas Mogensen und den kasachischen Kosmonauten Aidyn Aimbetow zu einer Kurzzeitmission auf die ISS.

## Frachterverkehr
Wegen der Abklärung einer Fehlermeldung vom Greifarm der Raumstation setzte Kimiya Yui mit Unterstützung von Kjell Lindgren am 28. September 2015 um 16:53 UTC mit einer Erdumkreisung Verspätung HTV-5 wieder in eine eigene Erdumlaufbahn aus. Der mit Abfall gefüllte unbemannte Transporter wurde am folgenden Tag von den Flugkontrolleuren gezielt zum Verglühen in der Erdatmosphäre gebracht.
Der unbemannte russische Frachter Progress M-29M wurde am 1. Oktober 2015 um 16:49:40 UTC vom Kosmodrom Baikonur aus gestartet und erreichte problemlos die vorgesehene Erdumlaufbahn. Progress M-29M transportierte mehr als 3 Tonnen Lebensmittel, Treibstoffe und sonstige Ausrüstungsgegenstände für die Besatzung der Raumstation. Der Transporter koppelte am Andockknoten von Swesda an.
Nach nur sechsstündigem Anflug legte der Transporter am 1. Oktober 2015 um 22:53 UTC an der Internationalen Raumstation an.
Am 6. Dezember 2015 um 21:44:57 UTC startete ein Cygnus-Raumschiff (genannt „S.S. Deke Slayton II“) mit einer Atlas-V-Rakete vom Startkomplex 41 auf der Cape Canaveral Air Force Station in Florida. Cygnus beförderte mehr als 3.175 kg wissenschaftliche Experimente, Ausrüstungsgegenstände und sonstige Hardware zur Raumstation, um damit Dutzende der etwa 250 Experimente und Forschungen der Expeditionen 45 und 46 zu unterstützen. Erstmals wurde für den Start eines Cygnus-Frachters eine Atlas V-Rakete genutzt, die eine größere Nutzlast transportieren kann und flexibler den Orbital ATK Transportservice unterstützen kann. Es war die vierte Mission von Orbital ATK im Rahmen des NASA-Programms Commercial Resupply Services.
Cygnus erreichte die Raumstation am 9. Dezember 2015. Kjell Lindgren und Scott Kelly nutzten den Greifarm der Station, Canadarm2, um den Frachter einzufangen und an der ISS zu befestigen. Es ist das erste Transport-Raumschiff, das am erdzugewandten Andockpunkt des Moduls Unity festmachte. Nach einem einmonatigen Aufenthalt soll Cygnus mit mehr als 1.360 kg Abfall beladen werden und später gezielt zum Absturz gebracht werden.

## Außenbordarbeiten
Den ersten Außenbordeinsatz absolvierten Kommandant Scott Kelly und Bordingenieur Kjell Lindgren am 28. Oktober 2015 (7h 16m). Schwerpunkt dieser EVA waren verschiedene Arbeiten zur Verbesserung der Raumstation. Hierzu gehörte auch das Anbringen einer Hitzeschutz-Abdeckung am Alpha-Magnet-Spektrometer. Dieser auf dem neuesten Stand der Technik konstruierte Teilchendetektor zur Untersuchung der kosmischen Höhenstrahlung war im Jahr 2011 an der Raumstation installiert worden.
Am 6. November 2015 verließen Kelly und Lindgren die Raumstation durch die Quest-Luftschleuse für eine zweite EVA (7h 48m). Die beiden Astronauten versuchten, die ursprüngliche Konfiguration im Ammoniak-Kühlkreislauf in der Backbord-Seite der ITS-Gitterstruktur wiederherzustellen. Bei einem Außenbordeinsatz im November 2012 war versucht worden, ein Leck im Kreislauf ausfindig zu machen, jedoch konnte das Leck inzwischen in einem anderen Teil lokalisiert werden.